# Puccinia sonorica
Puccinia sonorica ist eine Ständerpilzart aus der Ordnung der Rostpilze (Pucciniales). Der Pilz ist ein Endoparasit von Aristida-Arten. Symptome des Befalls durch die Art sind Rostflecken und Pusteln auf den Blattoberflächen der Wirtspflanzen. Sie ist im südlichen Nordamerika beheimatet.

## Merkmale

### Makroskopische Merkmale
Puccinia sonorica ist mit bloßem Auge nur anhand der auf der Oberfläche des Wirtes hervortretenden Sporenlager zu erkennen. Sie wachsen in Nestern, die als gelbliche bis braune Flecken und Pusteln auf den Blattoberflächen erscheinen.

### Mikroskopische Merkmale
Das Myzel von Puccinia sonorica wächst wie bei allen Puccinia-Arten interzellulär und bildet Saugfäden, die in das Speichergewebe des Wirtes wachsen. Aecien oder Spermogonien der Art sind nicht bekannt. Die zimtbraunen Uredien des Pilzes wachsen adaxial auf den Blattoberflächen der Wirtspflanze. Ihre dunkel haselnuss- bis zimtbraunen Uredosporen sind ellipsoid bis eiförmig, 25–30 × 20–24 µm groß und fein stachelwarzig. Die adaxial wachsenden Telien der Art sind schwarzbraun, früh offenliegend und kompakt. Die haselnussbraunen Teliosporen sind zweizellig, in der Regel breitellipsoid und 22–37 × 23–26 µm groß; ihre Stiele sind hyalin und bis zu 175 µm lang.

## Verbreitung
Das bekannte Verbreitungsgebiet von Puccinia sonorica umfasst Arizona und Sonora.

## Ökologie
Die Wirtspflanzen von Puccinia sonorica sind diverse Aristida-Arten. Der Pilz ernährt sich von den im Speichergewebe der Pflanzen vorhandenen Nährstoffen, seine Sporenlager brechen später durch die Blattoberfläche und setzen Sporen frei. Die Art verfügt über einen Entwicklungszyklus, von dem bislang lediglich Telien sowie deren Wirt bekannt sind; Uredien, Spermogonien und Aecien konnten dem Pilz nicht zugeordnet werden.